# 于克-兰多县
于克-兰多县（Landkreis Uecker-Randow）是德国梅克伦堡-前波美拉尼亚州东南部曾经的一个县，县治帕瑟瓦尔克。
在2011年梅克伦堡-前波美拉尼亚州的县改革中，于克-兰多县和东前波美拉尼亚县合并为前波美拉尼亚-格赖夫斯瓦尔德县，县治格赖夫斯瓦尔德。

## 地理
于克──兰多县南面与勃兰登堡州的乌克马克县，西面与梅克伦堡-施特雷利茨县，西北面与东前波美拉尼亚县相邻，北面沿什切青潟湖，东面与波兰接壤。